# John Michael Watson
John Michael Watson ( n. 1936) es un botánico inglés, que ha trabajado con las floras de Argentina, Bolivia, y de Chile. Ha visitado el "Herbario Ruiz Leal", de la ciudad de Mendoza.
Está casado con su colega Ana R. Flores (1953 - ), poseyendo la empresa de criadero botánico "Flores & Watson Seeds". Han realizado variados viajes de recolección de especímenes por Bolivia, Argentina, y Chile

## Algunas publicaciones
- John Michael Watson, ana rosa Flores. 2009. A new and rare rosulate species of Viola (Violaceae) from Argentina. Phytotaxa 2: 19–23
- Watson, J.M. (2019). Lest we forget. A new identity and status for a Viola of section Andinium W. Becker; named for an old and treasured friend and companion. Plus another... (PDF). International Rock Gardener (117).
- La abreviatura «J.M.Watson» se emplea para indicar a John Michael Watson como autoridad en la descripción y clasificación científica de los vegetales.[3]